# (32158) 2000 MD2
2000 أم دي 2 (ويعرف أيضًا باسم (32158) 2000 أم دي 2 وفق تسمية الكوكب الصغير) (بالإنجليزية: 2000 MD2)‏ هو كويكب ضمن حزام الكويكبات؛ وترتيبه 32158 من حيث الاكتشاف.
اكتُشف هذا الجُرم الفلكي بواسطة جون بروفتون في 29 يونيو 2000.

## وصلات خارجية
- (32158) 2000 MD2 في قاعدة بيانات مختبر الدفع النفاث لأجرام النظام الشمسي الصغيرة

- الاكتشاف · مخطط المدار ·  العناصر المدارية · المعلمات المادية

- (32158) 2000 MD2 على موقع ويكي سكاي: DSS2, SDSS, GALEX, IRAS, Hydrogen α, X-Ray, Astrophoto, Sky Map, Articles and images